# Lenteakkoord
Het Lenteakkoord is een akkoord gesloten door verschillende politieke partijen in Nederland op 26 april 2012 over de begroting van het komende jaar. De regeringspartijen VVD en CDA van het kabinet-Rutte I sloten dit akkoord met oppositiepartijen D66, GroenLinks en ChristenUnie kort nadat het kabinet was gevallen over de begroting voor 2013 (het mislukte Catshuisoverleg).
Het begrotingsakkoord, dat ook verschillende bijnamen kreeg, bevatte maatregelen om het Nederlandse begrotingstekort terug te brengen tot niet meer dan hetgeen volgens het Stabiliteits- en Groeipact van de Europese begrotingsunie maximaal is toegelaten: 3 procent van het bruto binnenlands product (bbp). Bij het niet halen van deze norm zou een boete kunnen volgen van ruim 1 miljard euro.

## Chronologie
Nadat op zaterdag 21 april 2012 de Catshuisonderhandelingen waren mislukt omdat de PVV het totaalpakket niet voor haar rekening wilde nemen, voelden verscheidene partijen in de Tweede Kamer zich geroepen om het initiatief naar zich toe te trekken. Op woensdag 25 april werd overlegd tussen verschillende fracties om na te gaan waar zij overeenkomsten zagen. Ook minister Jan Kees de Jager van Financiën liep de fracties af om te bekijken of zij tot overeenstemming konden komen.
Snel was duidelijk dat GroenLinks, D66 en ChristenUnie bereid waren om tot een bezuinigingspakket te komen. Na de val van het kabinet waren deze drie fracties meteen bij elkaar gekomen om te kijken of zij wel tot een pakket konden komen, waar VVD, CDA en PVV in zeven weken niet in waren geslaagd. Deze fracties wilden dan wel 'pijnlijke' bezuinigingen van het kabinet-Rutte terugdraaien. Daarnaast moet er in bepaalde zaken als duurzaamheid en natuur worden geïnvesteerd.
Aanvankelijk werd geprobeerd de PvdA bij de onderhandelingen te betrekken, maar deze partij wilde niet aan de 3%-eis voldoen. GroenLinks, D66 en ChristenUnie besloten alleen verder te gaan, om VVD en CDA als blok een pakket aan te kunnen bieden dat aan de 3% zou voldoen. Op donderdag 26 april konden de eerdergenoemde partijen het eens worden over een pakket maatregelen dat ervoor zou zorgen dat het begrotingstekort voor 2013 onder de 3% zou uitkomen. De vijf fracties hadden een meerderheid in de Tweede Kamer (77 zetels).
Minister De Jager stuurde het begrotingsakkoord op 27 april 2012 naar Brussel. Europees Commissaris Olli Rehn roemde de Nederlandse begrotingstraditie.
Diverse commentatoren spraken van een unieke gebeurtenis. Premier Rutte toonde zich verheugd over het bereikte resultaat.
PvdA-leider Diederik Samsom kreeg zowel vanuit de Tweede Kamer als vanuit de eigen achterban kritiek over het feit dat hij niet aan het beraad had deelgenomen. Samsom kaatste terug dat hij wel had willen meepraten, maar buitenspel werd gezet door de andere partijen. De PvdA was volgens woordvoerders van die partij vanaf het begin niet welkom bij de besprekingen en werd in de woorden van Samsom aan het einde slechts uitgenodigd om "bij het kruisje te tekenen", wat hij weigerde. Een grote meerderheid van de PvdA-ledenraad steunde op 28 april zijn handelswijze. Ook SGP-voorman Kees van der Staaij had wel willen deelnemen, maar verweet Alexander Pechtold van D66 dat die hem niet had geconsulteerd. Niettemin gaf de SGP aan het pakket te steunen. Emile Roemer van de SP, tegenstander van het vijfpartijenakkoord, stelde dat het akkoord slechts geldig zou zijn tot 12 september 2012, de dag van de Tweede Kamerverkiezingen.
De inhoud van het akkoord is in grote lijnen bekendgemaakt in de vorm van het Geactualiseerde Stabiliteitsprogramma dat aan de EU is gezonden. Details zouden pas eind mei 2012 bekend worden gemaakt, maar sommige maatregelen lekten voortijdig uit, op 16 mei.
Op 22 augustus maakte het CPB bekend dat het begrotingstekort in 2013 op 2,7% zou uitkomen. De 3%-norm zou daarmee worden gehaald. Het CPB maakte verder bekend een koopkrachtafname van 0,75% te hebben berekend. De Nederlandse economie zou aantrekken met een bescheiden groei van eveneens 0,75%.
Het kabinet heeft het akkoord in de Miljoenennota 2013 verwerkt die op Prinsjesdag werd gepresenteerd. De maatregelen waren toen al grotendeels bekend, aangezien deze uit het vijfpartijenakkoord kwamen. Veel wetten, waaronder verhoging van de AOW leeftijd, Wet uitwerking fiscale maatregelen en wijziging in de Zorgverzekeringswet, werden al voor de verkiezingen door de Kamer aangenomen

## Inhoud
Het uitgewerkte akkoord is verschenen als bijlage 2: Begrotingsakkoord 2013: Verantwoordelijkheid nemen in crisistijd van de Voorjaarsnota 2012.
Onderdelen van het pakket waren:
- Versnelde verhoging AOW-leeftijd: Niet vanaf 2020, zoals door de Tweede Kamer was aangenomen, maar al vanaf 2013 (aangenomen, is met ingang van 2016 op basis van het Deelakkoord begroting 2013 en het Regeerakkoord 2012 verder versneld, en vanaf 2020 weer wat vertraagd)).
- Aanpassing Werkloosheidswet: Werkgevers zouden vanaf 2014 de eerste zes maanden van de WW-uitkering betalen (teruggedraaid in de kabinetsformatie 2012).
- De tijdelijke verlaging van de overdrachtsbelasting tot 2 procent werd blijvend (inmiddels wettelijk geregeld in de Wet uitwerking fiscale maatregelen Begrotingsakkoord 2013, UFM).
- Beperking hypotheekrenteaftrek, alleen voor nieuwe hypotheken (aangenomen)
- Afschaffing onbelaste reiskostenvergoeding (een wetsvoorstel is ingediend, maar naar aanleiding van het Deelakkoord begroting 2013 en het Regeerakkoord 2012 weer ingetrokken).
- Extra verhoging huur: 1% boven de inflatie voor huurders met een inkomen van 33.000 to 43.000 euro per jaar (ook teruggedraaid in het Regeerakkoord 2012).
- Lonen voor ambtenaren (excl. zorg) werden voor 2 jaar op een nullijn gezet.
- Meer eigen bijdragen in de gezondheidszorg, eigen risico naar 350 euro, beperkingen in de AWBZ. Voor lage inkomens werd de verhoging van het eigen risico gecompenseerd via een hogere zorgtoeslag.
- De tabelcorrectiefactor werd één jaar niet toegepast (dit komt erop neer dat in termen van inflatie-gecorrigeerde bedragen onder andere de tarieven van box 1 werden verhoogd; UFM).
- Over hoge lonen (inclusief bonussen) in 2012 (betaald plus nog te betalen) moesten werkgevers alsnog een werkgeversheffing (eenmalige crisisheffing) betalen, in aanvulling op de normale loon-/inkomstenbelasting die daarover geheven is/wordt. De opbrengst werd geraamd 500 mln. Per 1 januari 2013 werden de werkgeversheffing op excessieve vertrekbonussen verhoogd van 30 naar 75% (beide in de UFM).
- Verhoging van het hoge btw-tarief van 19 naar 21 procent (UFM). Deze is op 1 oktober 2012 ingegaan.
- Van de opbrengst van de verhoging van het btw-tarief werd 1,5 miljard teruggeven via zorgtoeslag, kindgebonden budget, en inkomsten- en loonbelasting.
- 1,6 miljard euro bezuiniging op de gezondheidszorg.[16]
- Hervorming van het ontslagrecht.
- Een forse vergroening van de economie (o.a. belasten rode diesel (UFM), investeren in warmte-isolatie van woningen, stimuleren duurzaam bouwen, onderzoek lage btw-tarief zonnepanelen).
- Afschaffing van de vrijstelling kolenbelasting elektriciteitsopwekking (UFM).
- De fiscale faciliteiten voor sociaal-ethisch beleggen, cultureel beleggen en durfkapitaal werden per 1 januari 2013 afgeschaft (UFM).
- De geleidelijke verlaging van de heffingskorting voor groene beleggingen werd stopgezet en de afschaffing ging niet door (UFM).
- Er werd niet bezuinigd op ontwikkelingssamenwerking. De norm van 0,7% van het nationaal inkomen werd gehandhaafd. (Later werd door VVD en PvdA alsnog 1 miljard op ontwikkelingssamenwerking bezuinigd.)
- De prestatiebeloning in het onderwijs ging van tafel. In plaats daarvan werd 105 miljoen in het onderwijs gestoken, voor bijvoorbeeld verbetering van de kwaliteit.
- Doorberekenen kosten politie-inzet bij voetbalwedstrijden (30 miljoen).
- Verdubbeling bankenbelasting.
- Wachtgeldregeling voor politici werden versoberd (dezelfde duur als volgens van de Werkloosheidswet); aangenomen. (Volgens het regeerakkoord werd de uitkeringsduur van de Werkloosheidswet verkort.)

Enkele recent ingevoerde bezuinigingsmaatregelen werden teruggedraaid:
- De invoering van de huishoudinkomenstoets in de bijstand (54 mln). Dit is met terugwerkende kracht per 1 januari 2012 (de invoeringsdatum) ingegaan.
- Voor podiumkunsten gaat het lage btw-tarief weer gelden (48 mln). Dit is per 1 juli 2012 ingegaan.
- De bezuinigingen op persoonsgebonden budgetten worden geheel of gedeeltelijk teruggedraaid (150 mln).
- De eigen bijdrage voor tweedelijns ggz wordt bij een laag inkomen gedeeltelijk vergoed. Volgens het Deelakkoord begroting 2013 wordt de invoering van de eigen bijdrage in de tweedelijns zorg teruggedraaid.
- De bezuiniging op palliatieve zorg wordt teruggedraaid.

Enkele in de Eerste Kamer aanhangige wetsvoorstellen werden ingetrokken of gewijzigd:
- De bezuinigingen op passend onderwijs (100 mln.) werden geheel of gedeeltelijk teruggedraaid.
- Geen verhoging van de griffierechten (240 mln).
- De wet Werken naar vermogen vond geen doorgang.
- Ten aanzien van het studiefinancieringsstelsel werd besloten om invoering van een sociaal leenstelsel in de masterfase en verlenging van de aflossingtermijn van studieleningen van 15 naar 20 jaar nog niet door te voeren, maar daarover te besluiten na de verkiezingen.

Enkele geplande wetsvoorstellen en andere maatregelen gingen niet door:
- Bezuiniging op natuur (200 mln).
- Bezuinigingen in het openbaar vervoer (100 mln.)

## Doorrekening Centraal Planbureau en lek

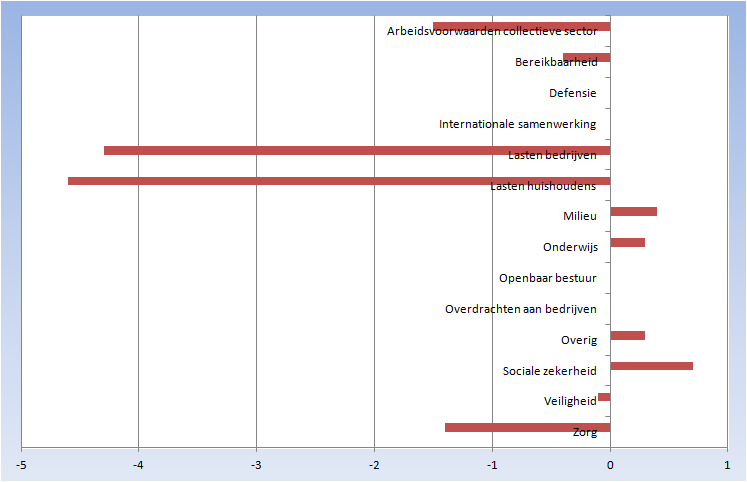
Bezuinigingen en intensiveringen Lenteakkoord; gegevens raming CPB

NRC Handelsblad berichtte op 2 mei dat het akkoord op dat moment nog niet concreet genoeg was om volledig doorgerekend te worden door het Centraal Planbureau (CBP), en beriep zich daarbij op woordvoerders van het CPB en het ministerie van Financiën. Zonder die doorrekening zou er geen onafhankelijke vaststelling zijn dat het akkoord zorgde voor de gewenste daling van het begrotingstekort onder de 3%. De vijf partijen wilden eerst nadere afspraken maken over onder meer bezuinigingen op de zorg, alvorens het akkoord voor te leggen aan het CBP. Nadat in de ochtend van 16 mei het rapport onder geheimhouding klaar was voor verzending naar het Centraal Planbureau, lekte 's avonds een conceptversie uit via De Telegraaf.
In de juni-raming van het CPB was het Begrotingsakkoord 2013 doorgerekend.
- Het Lenteakkoord zou de houdbaarheid van de overheidsfinanciën met 1,8% bbp (12 miljard euro) verbeteren.
- De norm van 3% begrotingstekort zou in 2013 worden gehaald (−2,9%). In 2017 zou het tekort uitkomen op −2,6%.

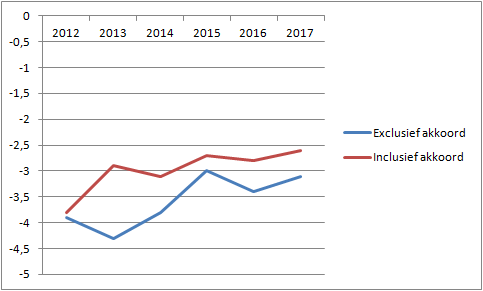
EMU-saldo 2013-2017 (gegevens: raming juni CPB)

- In 2013 zou de gemiddelde koopkracht op −0,75% uitkomen. Door lastenverlichtingen in de daarop volgende jaren, zou de koopkracht over de periode 2013-2017 gelijkblijven. Het akkoord had een licht positief effect op de koopkracht van uitkeringsgerechtigden over de periode 2013-2017 (0,25%).
- Het pakket maatregelen zou voor een lagere consumptie van huishoudens (−0,4%) zorgen.
- In het pakket werd vooral bezuinigd op zorg en in de collectieve sector. De terreinen onderwijs en milieu kregen juist een intensivering. Het akkoord zou voor een verhoging van de structurele werkgelegenheid met 0,4% zorgen.

Het Begrotingsakkoord had volgens het Planbureau Leefomgeving verder een positief effect op de emissiereductie in 2020.
| Maatregel                              | Emissiereductie in megaton CO2       |
| -------------------------------------- | ------------------------------------ |
| Kolenbelasting                         | 2,0                                  |
| Versoberen fiscale mobiliteitsregeling | 0,6                                  |
| Effect duurzaamheidspakket             | 0,2 (erg afhankelijk van uitvoering) |
| Totaal                                 | 2,8                                  |

## Wetgeving en filibusteren
Op 24 mei stuurde Rutte een brief naar de Tweede en Eerste Kamer om de wetgeving die voortvloeit uit het Begrotingsakkoord zo snel mogelijk te behandelen voor het zomerreces. Dit betrof onder andere de Wet UFM, AOW-voorstel, maatregelen zorg, wijziging financiering sociale verzekeringen en bankenbelasting. Deze wetten kwamen bovenop enkele andere wijzigingen van wetten die nog kwamen uit het regeerakkoord (zoals bezuinigingen kinderopvang, studiefinanciering 2000, aanscherping en handhaving sanctiebeleid).
In juni 2012 werden de wetsvoorstellen over de verhoging van de AOW en de maatregelen in de zorg behandeld. SP en PVV kondigden aan dat ze de besluitvorming wilden filibusteren. De partijen vroegen extra veel spreektijd aan om de onderwerpen op die manier van de agenda te schuiven, zodat er niet meer voor de verkiezingen over de wetten kon worden gestemd. De partijen kregen de spreektijd echter niet vol. De wetsvoorstellen werden uiteindelijk met steun van de Kunduz-partijen en de SGP alsnog aangenomen.
Op 11 juli 2012 stemde uiteindelijk ook de Senaat voor de verhoging van de AOW-leeftijd van het Begrotingsakkoord. Het was voor het eerst sinds 1957 dat de leeftijd waarop men AOW krijgt, werd veranderd.
Enkele wetsvoorstellen als de huurverhoging, aanpassingen fiscale behandeling eigen woning en Wet verhuurdersheffing zullen pas door het volgende kabinet worden behandeld.

## Namen
Er zijn verschillende namen voor het akkoord. De term wandelgangenakkoord is ontstaan doordat minister De Jager van Financiën en de fracties in de Tweede Kamer voortdurend heen en weer liepen door de wandelgangen van het Tweede Kamergebouw. GroenLinks noemde de partijen die het met elkaar eens waren de regenboogcoalitie. De partijen trokken eerder samen op toen het ging om de geïntegreerde politietrainingsmissie in de Afghaanse provincie Kunduz. Vandaar dat deze coalitie in de media vaak de Kunduzcoalitie wordt genoemd, en het door deze partijen gesloten begrotingsakkoord Kunduzakkoord. Op 9 mei 2012 zei minister Jan Kees de Jager dat het akkoord wat hem betreft de naam lenteakkoord mag meekrijgen. Ook had het volgens hem Oranjeakkoord kunnen heten omdat het vlak voor Koninginnedag was gesloten. Ook de naam 'Vijfpartijenakkoord' is in omloop. In de weken en maanden erna werden uiteindelijk vooral de termen 'Lenteakkoord' en 'Begrotingsakkoord 2013' gebruikt.

## Deelakkoord VVD-PvdA
Op 1 oktober 2012 presenteerden de fracties van VVD en PvdA het Deelakkoord begroting 2013, een voorpublicatie van delen van het Regeerakkoord 2012. In dit akkoord veranderden ze enkele maatregelen van het Lenteakkoord (Begrotingsakkoord 2013) van VVD, CDA, D66, GroenLinks en ChristenUnie. Het Lenteakkoord blijft voor 80-90% overeind.
De maatregel voor het belasten van het woon-werkverkeer werd geschrapt. Daarnaast verviel de langstudeerboete met terugwerkende kracht. Om deze vervallen maatregelen te dekken, gaat de assurantiebelasting omhoog naar 21%, gaat de AOW-leeftijd sneller omhoog, wordt het vitaliteitsparen geschrapt en gaat een deel van de intensivering voor duurzaamheid niet door.
De Tweede Kamer nam op 9 oktober een motie aan om in te stemmen met het deelakkoord. De fracties van VVD en PvdA stemden voor de motie. Alle andere partijen steunden de motie niet. Het akkoord verslechtert de koopkracht met 0,25% en zorgt voor een lastenverzwaring van 560 miljoen voor het bedrijfsleven.
Tijdens de financiële beschouwingen kwamen de fracties van CDA, D66, ChristenUnie en GroenLinks gezamenlijk met voorstellen om het akkoord van VVD/PvdA te verbouwen. De fracties willen het btw-tarief in de bouw verlagen naar 6%, bezuinigingen op de kinderopvang terugdraaien en meer geld voor duurzaamheid (o.a. goedkope isolatie huizen, belastingvrij stroom opwekken en belasting motorrijtuigen)